# Klinik Hirslanden
Die Klinik Hirslanden ist ein Spital in Zürich. Sie steht auf der Spitalliste des Kantons Zürich, der ihr damit Leistungsaufträge zur medizinischen Grundversorgung erteilt hat. Die Klinik wurde 1932 eröffnet und ist Teil der Hirslanden-Gruppe. Sie betreibt ein 24h-Notfallzentrum inklusive einer Stroke Unit für Schlaganfallpatienten. Im Geschäftsjahr 2023/24 wurden an der Klinik 19'825 stationäre Patienten von 498 Fachärzten behandelt.

## Lage
Die Klinik Hirslanden liegt auf der rechten Seite des Zürichsees im Zürcher Kreis 8 im Gebiet Balgrist kurz vor der Stadtgrenze zu Zollikon. Sie ist öffentlich mit Tram und Forchbahn erreichbar.

## Geschichte
Die Gründung der Klinik Hirslanden geht auf das Ehepaar Heinrich und Marie Hatt-Haller zurück. Der Bau basiert auf Plänen des Architekten Hermann Weideli. Die Klinik wurde 1932 in einer Zeit mit knappen Spitalplätzen eröffnet und später stetig ausgebaut und erweitert. Der Name der Klinik geht auf das Zürcher Quartier Hirslanden zurück, in dem sich die Klinik ursprünglich befand.
Die Klinik Hirslanden ist Teil der Hirslanden-Gruppe, die 17 Kliniken in zehn Kantonen umfasst. Die Hirslanden-Gruppe entstand Anfang Juli 1990 aus dem Zusammenschluss der Klinik Hirslanden mit den vier – damals zur AMI-Gruppe gehörenden – Kliniken Im Schachen in Aarau (eröffnet 1988), Beau-Site in Bern (eröffnet 1945), Cecil in Lausanne (eröffnet 1931) und Im Park in Zürich (eröffnet 1986). Mehrheitsaktionärin der neu gegründeten Gruppe war die UBS.

## Kennzahlen
Das Spital zählt 1'823 Mitarbeiter. Zudem sind 498 Belegärzte und angestellte Ärzte an ihr tätig. Die Klinik verfügt über 335 Betten, 14 Operationssäle sowie drei Gebärsäle. In der bildgebenden Diagnostik werden vier Magnetresonanztomographen und drei Computertomographen  eingesetzt. Die Klinik verfügt zudem über ein Cyberknife sowie einen ein Hybrid-OP. Im Geschäftsjahr 2023/24 wurden 19'825 stationäre Patienten behandelt, und 11'902 Patienten haben die Notfallstation der Klinik aufgesucht. Im selben Zeitraum kamen an der Klinik 935 Kinder zur Welt.

## Fachgebiete
| Fachgebiet                  | behandelte, stationäre Patienten 2023/2024 |
| --------------------------- | ------------------------------------------ |
| Orthopädie/Sportmedizin     | 2047                                       |
| Gynäkologie/Geburtshilfe    | 1974                                       |
| Chirurgie/Viszeralchirurgie | 3263                                       |
| Kardiologie                 | 3078                                       |
| Urologie                    | 1418                                       |